# Lumparsund
Lumparsund (-'sund) är ett sund på Åland. Det utgör gräns mellan kommunerna Lemland och Lumparland.
Lumparsunds smala vattenväg mellan Lumparns och Föglöfjärdens öppna vatten är en urgammal farled. Här passerade troligen många av de skepp som under vikingatiden gick från Sverige och vidare till de stora handelsvägarna genom Ryssland och här gick kung Valdemars segelled – men i det här smala faret gällde det nog oftast att ro.
På lumparlandssidan ligger enstaka hemmanet Skag och strax intill finns resterna av det gamla färjfästet där färjan mellan Lumparland och Lemland gick på 1700- och 1800-talet. I dag går trafiken på en modern landsvägsbro över sundet.
Strax söder om bron ligger vraket av skonertskeppet Leo, byggt 1870 i Sideby i Österbotten, ägt i Lemland och slopat 1898 i Lumparsund. Under bondeseglationens tid i slutet på 1800-talet brukade man lägga upp fartygen över vintern i Lumparsund och sedan rusta upp dem på våren. Krängkistor och ballasthögar på stränderna vittnar också om segelsjöfartens dagar. Här har också funnits gästgiveri, lanthandel och färjställe för trafiken till till Föglö på andra sidan Föglöfjärden.

## Lumparsund 30 maj 2021

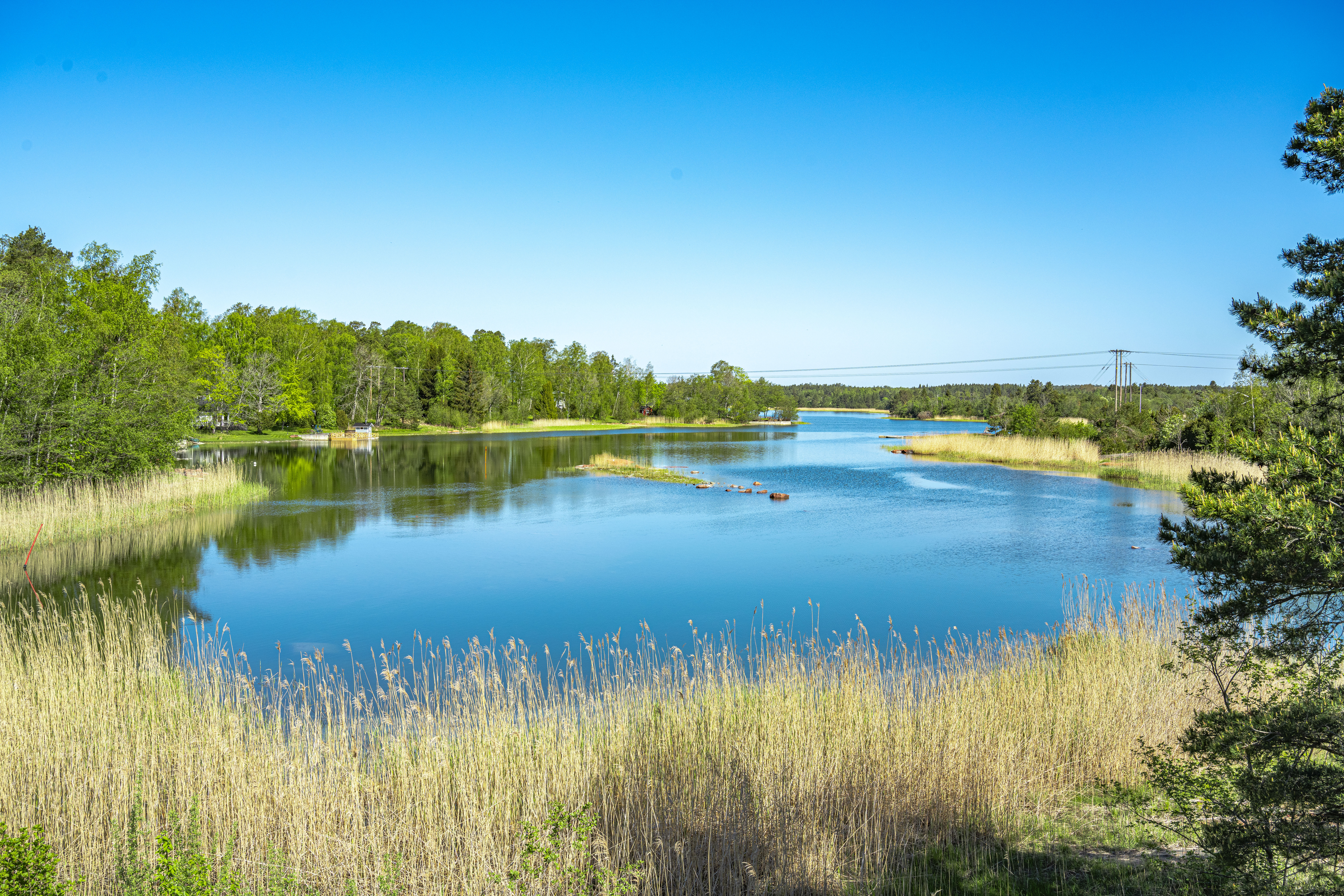
Vy norrut.
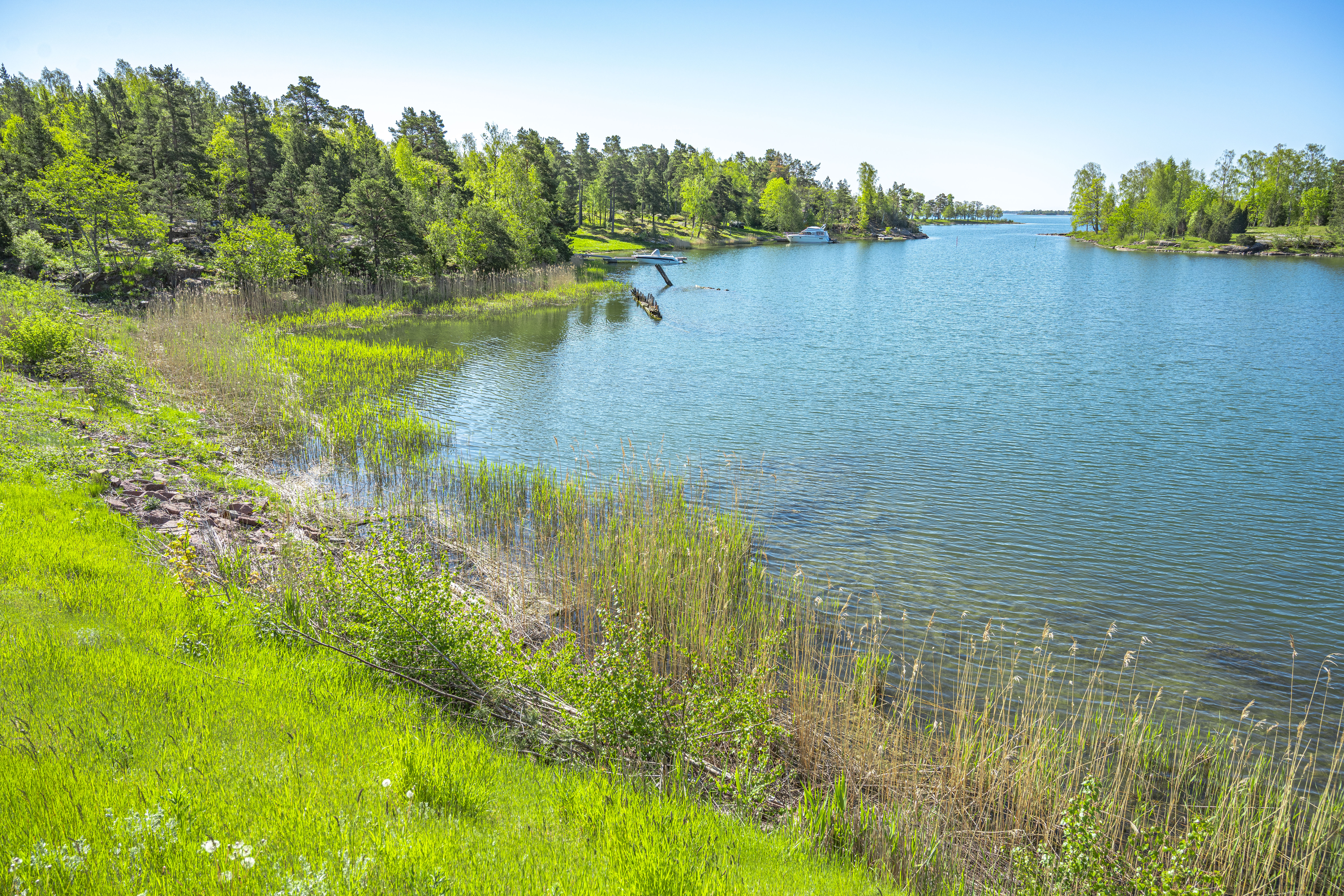
Vy söderut.
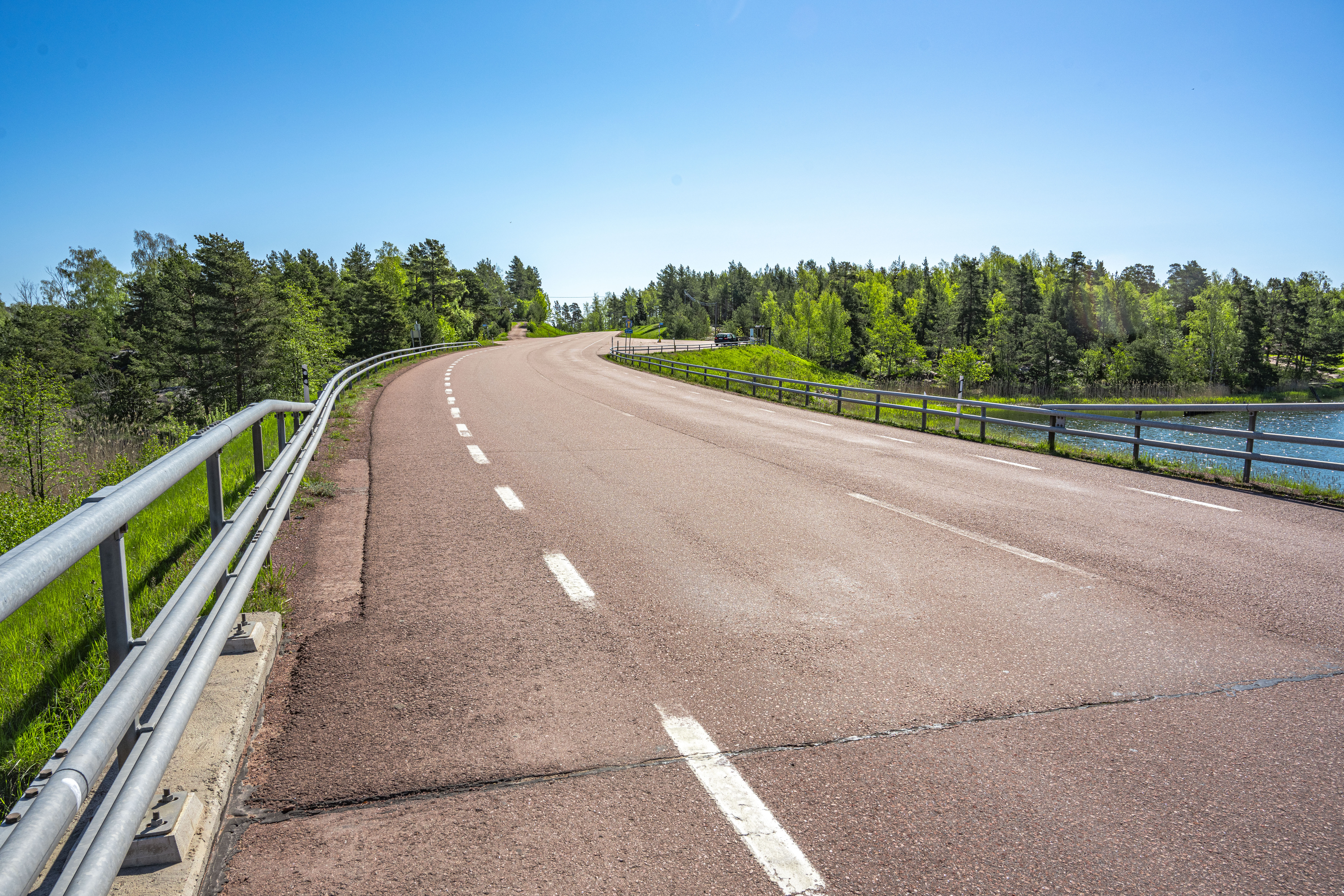
Bron.
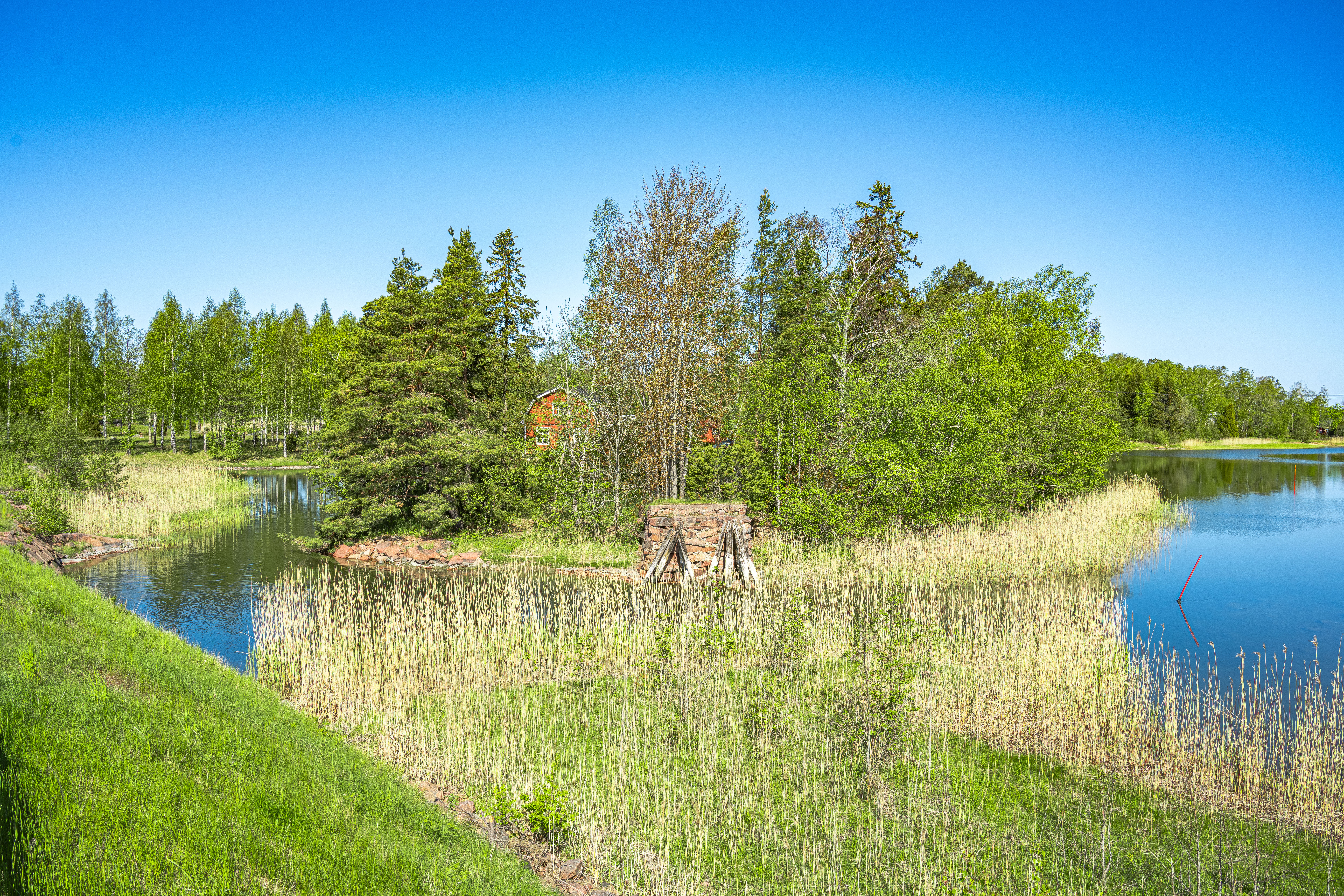
Rester av äldsta bron.

### Webbkällor
Andersson, Jan (2009). ”Lumparsund”. Lumparlands kommun & Ålands landskapsregering/Museibyrån (pdf-filer av två informationsskyltar som är uppsatta på rastplatsen invid Lumparsund). https://www.lumparland.ax/sites/default/files/attachments/page/lumparsund.pdf. Läst 14 mars 2025.